# Östgötaposten
Östgötaposten var en edition, veckotidning till Östgöta Correspondenten från 7 november 1885 till 1917.
Tidningen startade som Östergötlands Veckoblad. Folktidning för Linköpings län och stift från 7 november 1885 till 31 oktober 1891 och hette sedan Östergötlands Veckoblad Östgöta-Posten från 7 november 1891. Egentligen är det först fr.o.m. 15 november 1895 som Östgöta-Posten dominerar i tidningshuvudet. Fullständig titel är Östergötlands Veckoblad/ Östgötaposten.

## Redaktion
Redaktionsort  för tidningen är hela tiden Linköping. Tidningen utgör en veckoupplaga av Östgöta-Correspondenten  med vilken den har gemensam redaktion. Periodisk bilaga  utkom vid varierande tider och oregelbundet. Annars kom tidningen först ut 1 gång i veckan lördagar från 1900 på fredagar. Tidningens politiska tendens är inte angiven men modertidningen var konservativ.
| Period                 | Ansvarig utgivare        | Kommentar                                                 | Period                 | Redaktör                 |
| 1885-11-04--1886-07-09 | Ridderstad, Carl Fredrik | boktryckare                                               | 1885-11-04--1886-07-09 | Ridderstad, Carl Fredrik |
| 1886-07-09--1891-10-31 | Hägge, Bengt August      | litteratör                                                | 1886-07-09--1898-11-06 | Hägge, Bengt August      |
| 1891-10-31--1898-11-06 | Hägge, Bengt August      | nytt tidningsnamn, Östergötlands Veckoblad Östgöta-Posten | 1998-06-11--1909-09-10 | Gustafsson, Gustaf       |
| 1898-06-11--1909-09-05 | Gustafsson, Gustaf       | redaktören, filosofie kandidaten                          | 1909-09-17--1917-10-19 | Svartengren, Yngve       |
| 1909-09-06--1917-12-28 | Svartengren, Yngve Adolf | redaktören                                                | 1917-10-26--1917-12-28 | Anderson, Ivar           |

## Tryckning
Trycktes  först hos C. F. Ridderstad 1885-86 och därefter 1886-1717 i Östgöta Correspondentens boktryckeri i Linköping.. Tryckeriutrustning bestod 1904 av en Duplextryckpress, Förlag  hette Aktiebolaget Östgöta Correspondentens boktryckeri i Linköping.
Typsnitten var från början frakturstil och antikva från 1895 endast antikva. Tidningen trycktes bara i svart. Satsytan var stor med först 6 spalter och sedan 7 spalter 63x45 cm. Satsytan förblev stor minst 51 x 36 cm. Priset var i starten 2,50 kr och blev billigare 1,50 år 1900 och bara 90 öre sista åren. Sidantalet var 4-6 sidor. Upplagan var 1906 1000 exemplar 1912 2000 exemplar och 1915 2500 exemplar.

## Föregångaren
Östergötlands Veckoblad. Folktidning för Linköpings län och stift 7 november 1885 31 oktober 1891  och Östergötlands Veckoblad Östgöta-Posten
Utgivningsbevis  för Östrergötlands Veckoblad utfärdades för boktryckaren Carl Fredrik Ridderstad 4 november 1885, litteratören Bengt August Hägge 9 juli 1886, som erhöll utgivninsbevis för Östergötlands Veckoblad Östgöta-Posten 31 oktober 1891  överflyttat 11 juni 1898  på redaktör Gustaf Gustafsson.
Tidningen utgjorde en veckoupplaga av Östgöta-Correspondenten , med vilken den hade gemensam redaktion.